# 前484年
| 千纪： | 前1千纪 |
| 世纪： | 前6世纪 \| 前5世纪 \| 前4世纪 |
| 年代： | 前510年代 \| 前500年代 \| 前490年代 \| 前480年代 \| 前470年代 \| 前460年代 \| 前450年代 |
| 年份： | 前489年 \| 前488年 \| 前487年 \| 前486年 \| 前485年 \| 前484年 \| 前483年 \| 前482年 \| 前481年 \| 前480年 \| 前479年                                                                          |
| 纪年： | 周敬王三十六年 魯哀公十一年 齐简公元年 晉定公二十八年 秦悼公七年 楚惠王五年 宋景公三十三年 卫出公九年 陳湣公十八年 蔡成侯七年 郑声公十七年 燕孝公九年 吴王夫差十二年 越王勾践十三年 杞湣公三年 |

## 大事记
- 连接长江和淮河的邗沟建成。
- 波斯阿契美尼德王朝薛西斯一世再度占领埃及。
- 春，齊國為報復魯國參與吳、魯、邾、郯攻齊之戰，齊簡公派遣大夫國書、高無平統率齊軍攻打魯國，齊軍由稷曲向魯軍發動進攻，孔子弟子冉有為季氏將左師，與齊軍戰於魯郊，克之，是為稷曲之戰。
- 五月，魯軍聯合吳軍在艾陵之戰大敗齊軍。
- 孔子结束“周游列国”回到鲁国。

## 出生
- 希羅多德（ΗΡΟΔΟΤΟΣ），公元前5世紀（約前484年─前425年）的古希臘作家，他把旅行中的所聞所見，以及第一波斯帝國的歷史紀錄下來，著成《歷史》（Ἱστορίαι）一書

## 逝世
- 伍子胥，中國军事家 (出生不详)
- 公為，魯昭公的次子。